# 杜卡克 (大馬士革統治者)
杜卡克是1095年至1104年大马士革的塞尔柱统治者，突突什一世之子。第一次十字军东征安条克围城战期间，他率领的增援部队被博希蒙德一世，其部队撤退至霍姆斯。后联合卡布卡进攻被十字军占领的安条克失败。